# Tramlijn 23 (Brussel)
De Brusselse premetro- en tramlijn 23 verbond tot 14 maart 2011 het metrostation Heizel (Laken) met de halte Vanderkindere (Ukkel). De kenkleur van deze lijn was donkerblauw. De lijn is nu vernummerd naar lijn 7.

## Traject
Heizel - Eeuwfeest - De Wand - Chinees Paviljoen - Araucaria - Braambosjes - Heembeek - Van Praet - Teichmann - Prinses Elisabeth - Demolder - Paul-Brien-ziekenhuis - Louis Bertrand - Heliotropen - Chazal - Leopold III - Meiser - Diamant - Georges Henri - Montgomery - Boileau - Pétillon - Hansen-Soulie - Arsenaal - VUB - Etterbeek Station - Roffiaen - Buyl - Ter Kameren-Ster - Legrand - Bascule - Longchamp - Gossart - Cavell - Churchill - Vanderkindere.

## Bijzonderheden

Filmrol van tramlijn 3 (v. 2006) op PCC 77xx/78xx

Tramlijn 23 was een van de langste en belangrijkste tramlijnen van het netwerk. Deze tram reed langs de grote oostelijke ringlanen, bijna helemaal in een eigen tracé, wat de tramlijn ongeveer even snel maakte als een volwaardige premetrolijn.
Op 1 september 1994 werd de tramlijn verlengd van station Schaarbeek tot Heizel via de heropende buurtspoorwegtramtunnel onder het Heizelterrein.
Op de tramlijnen 23 en 24 zijn de nieuwste lagevloertrams (T3000/T4000) voor het eerst verschenen; ze worden intussen langzaam aan ook op andere lijnen ingezet.
Tramlijn 23 werd in 2007 tijdelijk verlengd van Vanderkindere naar het Zuidstation, om het verlies van de tramlijn 90 op dat gedeelte op te vangen. Deze verlenging werd op 30 juni 2008 ongedaan gemaakt, omdat de tramlijnen 3 en 4 sindsdien dit laatste traject bedienen.
Van maandag 13 oktober 2008 tot in juni 2009 was door werkzaamheden (nieuwe overkapping en de perrons herinrichten) het eindpunt Heizel tijdelijk niet toegankelijk voor de trams 23 en 51.
Vanaf 14 maart 2011 werd deze lijn vervangen door tramlijn 7

## Materieel
Tramlijn 23 werd bijna uitsluitend met moderne lagevloertrams van het type T3000/T4000 gereden.